# خیابان خاوران
خیابان خاوران با شماره‌گذاری معابر خیابان ۱۷۸ تهران یکی از خیابان‌های تهران است که در مناطق ۱۴ و ۱۵ شهرداری تهران واقع شده است و جهت شرقی-غربی دارد. خیابان خاوران از شرق، از سه‌راه افسریه شروع شده و در غرب به میدان خراسان ختم می‌شود.

## تقاطع ها
| از شرق به غرب                           | از شرق به غرب                                              | از شرق به غرب |
| --------------------------------------- | ---------------------------------------------------------- | ------------- |
| سه راه افسریه                           | بزرگراه امام رضا بزرگراه بعثت بزرگراه آزادگان بزرگراه بسیج |               |
|                                         | بلوار ابوذر                                                |               |
| پایانه خاوران                           |                                                            |               |
| BRT 2 BRT 3 BRT 8 ایستگاه پایانه خاوران |                                                            |               |
| دوربرگردان                              |                                                            |               |
|                                         | بلوار نبرد                                                 |               |
| BRT 2 ایستگاه پمپ بنزین                 |                                                            |               |
|                                         | خیابان هاشم آباد                                           |               |
| BRT 2 ایستگاه باسکول                    |                                                            |               |
| BRT 2 ایستگاه اتابک                     |                                                            |               |
|                                         | بزرگراه امام علی بلوار ده حقی                              |               |
| BRT 2 ایستگاه نفیس                      |                                                            |               |
| BRT 2 ایستگاه امیرسلیمانی               |                                                            |               |
|                                         | خیابان مخبر خیابان تاری                                    |               |
| BRT 2 ایستگاه مخبر                      |                                                            |               |
|                                         | خیابان اعظم نظامی                                          |               |
| BRT 2 ایستگاه میدان خراسان              |                                                            |               |
| میدان خراسان                            | خیابان هفده شهریور خیابان خراسان                           |               |
| از غرب به شرق                           |                                                            |               |